# Cascade de la queue de cheval
La cascade de la queue de cheval est une chute d'eau du massif du Jura haute de 60 m, située près de Saint-Claude, dans le Haut-Jura en Franche-Comté.

## Géographie
Proche de Chaumont, hameau à 5 km à l'est de Saint-Claude, dans le parc naturel régional du Haut-Jura. Elle est dominée à 1 km au nord-nord-est par le crêt Pourri et à 1 km à l'ouest-nord-ouest par le mont Bayard. Un sentier balisé de 2 km en forêt mène au pied de cette cascade à 800 m d'altitude. 
Elle franchit en deux sauts une dénivellation d’une soixantaine de mètres, pour se jeter dans le petit torrent du Grosdar. Elle est proche de la cascade de la queue de l’ane de 30 m de haut.